# Antiphrasis
Als Antiphrasis oder Antiphrase (griech.) bezeichnet man eine Redefigur, die das Entgegengesetzte von dem ausdrücken soll, was das Wort eigentlich besagt, oder einem Gegenstand einen Namen beilegt, der zu dessen Wesen im Widerspruch steht.
Eine Antiphrasis kann sich auf ein einzelnes Wort, einen Satz oder einen Abschnitt einer Rede beziehen. Die Antiphrasis ist eine Sonderform der Ironie, und eine Sonderform der Antiphrasis wiederum kann der Euphemismus sein (der aber nicht unbedingt als Ironie eingesetzt werden muss).

## Beispiele
- Eine schöne Bescherung
- Eumeniden („Gnädige“) für Rachegöttinnen
- übervorteilen